# SPP Pension & Försäkring
SPP Pension & Försäkring är ett svenskt försäkringsbolag med rådgivning och spar- och pensionslösningar för företag, organisationer och privatpersoner. Det bildades 2 januari 2015 genom en sammanslagning av de båda bolagen SPP Livförsäkring AB och SPP Liv Fondförsäkring AB. SPP har drygt 500 anställda och huvudkontoret ligger i centrala Stockholm. SPP ingår i norska Storebrandkoncernen.

## Historik
Aktiebolaget SPP Liv bildades 1994 som ett dotterbolag i försäkringskoncernen SPP, men avyttrades 2001 till Handelsbanken. Handelsbanken förvärvade i affären även rättigheterheterna till varumärket SPP, och den återstående ömsesidiga delen av SPP bytte namn till Alecta.
Aktiebolaget SPP Liv och fondförsäkring drevs ursprungligen efter ömsesidiga principer, men i juni 2004 accepterade en majoritet av bolagets kunder planer på att tillåta ombildning till ett vinstutdelande livbolag, det vill säga att vinstmedel får delas ut till ägarna istället för att behållas i bolaget. Under våren 2005 godkände även Finansinspektionen planerna och i oktober samma år tog Handelsbankens styrelse beslut om att fullfölja omvandlingen. Den 1 januari 2006 ombildades man så från ett ömsesidigt bedrivet bolag till ett vinstutdelande livförsäkringsaktiebolag.
I december 2007 förvärvades bolaget av den norska försäkringsbolaget Storebrand.

## Verksamhet

### Översikt
Tillsammans med Storebrand utgör SPP Nordens största koncern för pensionslösningar. Man har cirka 500 anställda och huvudkontoret ligger i Stockholm, med Staffan Hansén som VD. SPP har både privatpersoner och företag samt andra organisationer som kunder. SPP har tillsammans med ägaren Storebrand 89,96 procent i Nordben Life som erbjuder försäkringsprodukter för utlandsanställd personal i nordiska multinationella företag.

### Gröna obligationer
SPP investerar i gröna obligationer, där företag, kommuner och investeringsbanker öronmärker finansiering till långsiktigt hållbara projekt. SPP har tidigare bland annat investerat i gröna obligationer utgivna av SCA, Göteborgs stad, Stockholms läns landsting och Afrikanska utvecklingsbanken.

## Systerbolag
SPP Pension & Försäkring har flera svenska systerföretag. Sammanlagt finns idag 2015 fem stycken svenskägda bolag med koppling till Storebrand, varav 3 har SPP i namnet:
- SPP Pension & Försäkring
- SPP Konsult
- Storebrand Fonder (tidigare SPP Fonder)
- Storebrand Fastigheter